# Ansley (Warwickshire)
Ansley es una parroquia civil y un pueblo del distrito de North Warwickshire, en el condado de Warwickshire (Inglaterra).

## Geografía
Según la Oficina Nacional de Estadística británica, Ansley tiene una superficie de 11,14 km².

## Demografía
Según el censo de 2001, Ansley tenía 2267 habitantes (48,13% varones, 51,87% mujeres) y una densidad de población de 203,5 hab/km². El 23,33% eran menores de 16 años, el 71,15% tenían entre 16 y 74 y el 5,51% eran mayores de 74. La media de edad era de 37,01 años. Del total de habitantes con 16 o más años, el 28,14% estaban solteros, el 54,72% casados y el 17,15% divorciados o viudos.
El 98,1% de los habitantes eran originarios del Reino Unido. El resto de países europeos englobaban al 0,97% de la población, mientras que el 0,93% había nacido en cualquier otro lugar. Según su grupo étnico, el 98,59% eran blancos, el 0,57% mestizos, el 0,26% asiáticos, el 0,13% negros, el 0,22% chinos y el 0,22% de cualquier otro. El cristianismo era profesado por el 81,89%, el budismo por el 0,31%, el islam por el 0,13% y cualquier otra religión, salvo el hinduismo, el judaísmo y el sijismo, por el 0,22%. El 11,97% no eran religiosos y el 5,48% no marcaron ninguna opción en el censo.
1026 habitantes eran económicamente activos, 976 de ellos (95,13%) empleados y 50 (4,87%) desempleados. Había 931 hogares con residentes y 32 vacíos.